# جيف بييل
جيف بييل (بالإنجليزية: Jeff Beal)‏ هو مؤلف موسيقى تصويرية وملحن أمريكي، ولد في 20 يونيو 1963 في هايوارد في الولايات المتحدة.

## وصلات خارجية
- الموقع الرسمي
- جيف بييل على موقع IMDb (الإنجليزية)
- جيف بييل على موقع ألو سيني (الفرنسية)
- جيف بييل على موقع ميوزك برينز (الإنجليزية)
- جيف بييل على موقع أول موفي (الإنجليزية)
- جيف بييل على موقع قاعدة بيانات الأفلام السويدية (السويدية)
- جيف بييل على موقع أول ميوزيك (الإنجليزية)
- جيف بييل على موقع ديسكوغز (الإنجليزية)
- جيف بييل على موقع قاعدة بيانات الفيلم (الإنجليزية)
- جيف بييل على موقع كينوبويسك (الروسية)